# Peace of Mind
Pour l’article ayant un titre homophone, voir Piece of Mind.
Singles de Boston
Long Time
(1977) Don't Look Back
(1978)
Peace of Mind est une chanson du groupe de rock américain Boston écrite par Tom Scholz. Elle est sortie sur leur premier album en 1976, puis l'année suivante en tant que troisième et dernier single. Largement diffusée à la radio, à la fois lors de la sortie initiale de l'album et par la suite, elle est décrite comme un incontournable des radios rock.

## Écriture et enregistrement
C'est l'une des six chansons, dont cinq sont finalement apparues sur l'album, sur lesquelles Tom Scholz travaille dans son sous-sol en 1974 et 1975, avant que Boston n'obtienne son contrat d'enregistrement. La démo est terminée en 1974, les parties de batterie sont initialement développées par Jim Masdea, bien que Sib Hashian soit officiellement crédité. Selon le critique d'Ultimate Classic Rock Michael Gallucci, la démo était « entièrement constituée » et la version de l'album n'a pas beaucoup changé, sauf pour « [amplifier] les guitares et la production ».

## Paroles et musique
La chanson parle des personnes avec lesquelles Scholz a travaillé chez Polaroid Corporation avant d'obtenir son contrat d'enregistrement, et du manque d'intérêt de Scholz à gravir les échelons de l'entreprise,. Dick Nusser de Billboard a décrit le thème de la chanson comme suit : « la concurrence et un poste ne sont pas les seuls choix. Mieux vaut [..] chercher la tranquillité d'esprit ». Selon le journaliste musical Chuck Eddy, les paroles soutiennent qu'il est malsain pour les gens de se faire concurrence. Paul Elliott a commenté la « positivité » des paroles, exhortant les gens à « trouver un sens plus profond » à leurs vies. Il a également noté la « qualité édifiante » de la chanson, exprimée à travers « son riff [..], sa mélodie riche et ses harmonies vocales éblouissantes ». Daniel Brockman de Vanyaland a trouvé l'ironie dans le refrain : I understand about indecision, and I don’t care if I get behind / people living in competition, all I want is to have my peace of mind, notant que c'était finalement un single à succès, fondé sur des paroles indiquant qu'il ne faut pas prendre sa carrière trop au sérieux. Le magazine Mojo a cité les paroles comme présentant une vision alternative du rêve américain à celle décrite dans une autre chanson de l'album, Hitch a Ride.
L'Encyclopédie Greenwood de l'histoire du rock l'a décrite comme étant « construit autour [...], d'harmonies vocales solides et de super accroches », qui faisaient partie de l'attrait du groupe. Le chanteur de Boston, Brad Delp, a cité Peace of Mind comme exemple de la façon dont Scholz a pu combiner les harmonies vocales des Beach Boys avec le son de guitare lourd de Led Zeppelin. Rolling Stone a commenté à quel point les guitares « sont épiques » mais aussi « délicates et intimes ». Tom Moon a cité Peace of Mind et Long Time comme exemples pour illustrer comment Scholz a varié ses effets de guitare pour chaque chanson de Boston, déclarant que Peace of Mind a une « attaque plus granuleuse, moins éthérée ».

## Accueil
Elle a culminé au numéro 38 du Billboard Hot 100 américain en 1977, ainsi qu'au numéro 33 du Cash Box Top 100. Le magazine Cash Box déclare que « c'est peut-être la meilleure [de Boston] à ce jour en ce qui concerne toutes les stations de radio pop, car le disque conserve une sensation acoustique ». Le critique du Rolling Stone Album Guide, Paul Evans, a qualifié Peace of Mind de « suivi satisfaisant, bien que similaire » à More Than a Feeling. Scott Tady du Beaver County Times a décrit Peace of Mind comme l'une des chansons qui « ont contribué à jeter les bases du rock classique de radio ». Eric Deggans a écrit que « des morceaux rythmés et léchés tels que More Than a Feeling et Peace of Mind ont défini de nouveaux paramètres pour la radio rock dans les années 70, avec des voix enflammées, des guitares brûlantes et des paroles banales ». Gil Kaufman de MTV a également décrit la chanson comme un « incontournable des radios rock ». Brockman l'a qualifiée de « l'une des chansons les plus surjouées de l'histoire du rock » mais a loué le chant de Brad Delp, en particulier sa vulnérabilité et sa sincérité, faisant penser que Delp croyait vraiment aux paroles du refrain. Gallucci l'a classée cinquième plus grande chanson de Boston, saluant en particulier le « riff de guitare fuzzy ». Paul Elliott l'a noté encore plus haut, en tant que deuxième plus grande chanson de Boston derrière More Than a Feeling,. Le magazine Guitar World a sélectionné Peace of Mind comme l'une de ses 50 plus grandes chansons rock de tous les temps.

## Personnel
- Tom Scholz - guitare rythmique acoustique et électrique, guitare solo, basse
- Sib Hashian - batterie
- Brad Delp - chant